# Jonathan Ernest Heath Constable
Jonathan Ernest Heath Constable (Ciudad de México, 13 de octubre de 1954), citado como Jonathan Heath, es un economista y analista mexicano, subgobernador del Banco de México desde enero de 2019. Anteriormente, se desempeñó como directivo en el sector bancario y como profesor universitario.

## Trayectoria
Jonathan Heath estudió una licenciatura en economía en la Universidad Anáhuac entre 1974 y 1978. Luego, se matriculó en la Universidad de Pensilvania y obtuvo una maestría en economía entre 1978 y 1980, seguida de un doctorado en economía entre 1978 y 1981.[cita requerida]
Empezó su carrera profesional construyendo modelos macroeconométricos para el gobierno mexicano y Wharton Econometrics.
Inició su vida laboral como asistente de investigación en el Instituto de Estudios Políticos, Económicos y Sociales (IEPES) y en el Centro de Investigación y Docencia Económicas (CIDE). En 1981, se trasladó al sector público, donde elaboró modelos macroeconométricos en la Secretaría de Programación y Presupuesto. En 1983 comenzó a trabajar en Wharton Econometric Forecasting Associates.[cita requerida]
En 1987 se contrató en Macro Asesoría Económica, una empresa de consultoría económica propiedad de Grupo Financiero Serfín. De 1992 a 1994 fue Economista Jefe del mismo banco. De 1995 a 2004 se desempeñó como Economista Jefe de LatinSource México y de 2004 a 2010 laboró en HSBC México, primero como Economista en Jefe para México (2004-2007) y después como Economista en Jefe para América Latina (2008-2010). También fue director de Investigación de 2004 a 2010.[cita requerida]
En 2010 colaboró en el Instituto Nacional de Estadística y Geografía (Inegi) como investigador invitado, periodo durante el cual escribió el libro «Lo que indican los indicadores: como utilizar la información estadística para entender la realidad económica de México».[cita requerida]
A partir de 2012 y hasta su nombramiento como Subgobernador del Banco de México dirigió la consultora económica independiente Jonathan Heath & Asociados.[cita requerida]
Ha sido columnista en el periódico Reforma, el sitio Arena Pública y «Dinero en Imagen», en el periódico Excélsior. Asimismo, ha sido profesor en la Universidad Panamericana, el Instituto Tecnológico de Estudios Superiores de Monterrey, la Universidad Anáhuac México, la Universidad de las Américas y la Universidad Iberoamericana. Fue profesor invitado de tiempo completo en la Universidad Autónoma Metropolitana Unidad Azcapotzalco de 2014 a 2016, impartiendo clases de Macroeconomía, política monetaria, inflación y empleo.

## Publicaciones
- La maldición de las crisis sexenales. Grupo Editorial Iberoamérica. 2000.
- Para entender al Banco de México. Ediciones Nostra. 2006.
- Lo que Indican los Indicadores: cómo utilizar la información estadística para entender la realidad económica de México. 2012.